# Eileen Essell

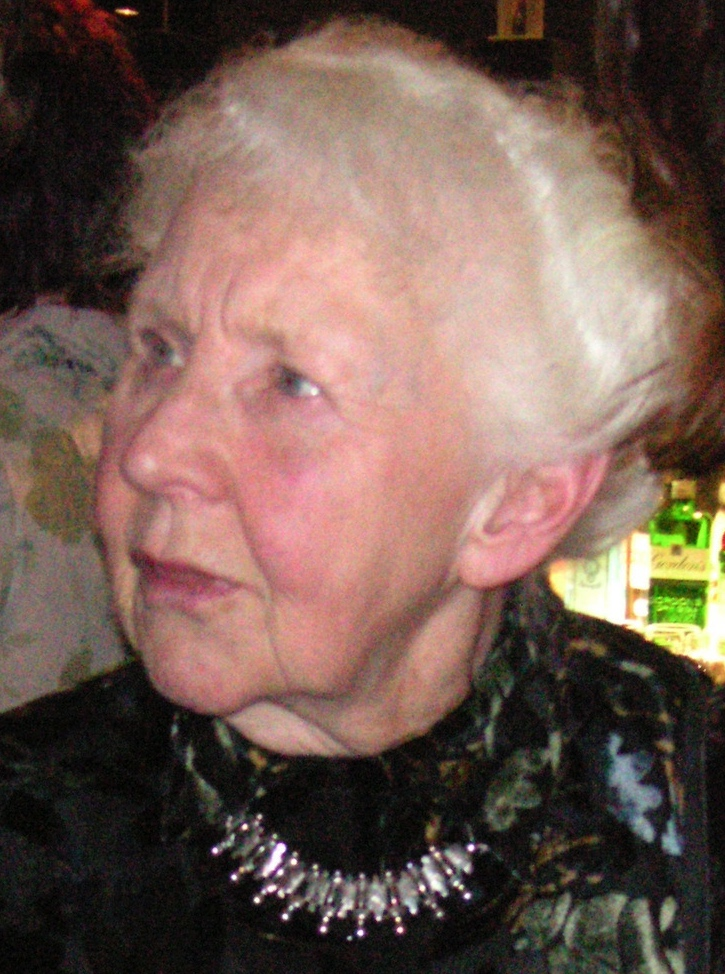
Eileen Essell (2006)

Eileen Essell (* 8. Oktober 1922 in London, England; † 15. Februar 2015 ebenda) war eine britische Schauspielerin, deren Filmkarriere erst in hohem Alter begann.

## Leben
Essell hatte in den 1940ern und 50ern 13 Jahre auf der Bühne gewirkt, nach ihrer Heirat die Karriere aber beendet. Erst nach dem Tod ihres Mannes 1998 begann sie wieder, als Schauspielerin zu arbeiten. Ein Agent, der im Publikum saß, vermittelte ihr eine Fernsehrolle. Ihr erster Auftritt im Fernsehen war in ihren späten 70ern in einer Episode der Seifenoper Doctors. Seitdem war sie in vielen anderen Fernsehserien, unter anderem in The Bill, Doc Martin, Hustle – Unehrlich währt am längsten, Holby City, Casualty, Ideal und Sensitive Skin zu sehen. In der Episode Out of the Rain der zweiten Staffel der Fernsehserie Torchwood, die vom britischen Fernsehsender BBC ausgestrahlt wurde, hatte sie eine Gastrolle inne. Ab 2002 spielte sie in mehreren Spielfilmen mit.

## Filmografie (Auswahl)
- 2002: Ali G in da House (Ali G Indahouse)
- 2003: Der Appartement Schreck (Duplex)
- 2004: Wenn Träume fliegen lernen (Finding Neverland)
- 2005: The Producers
- 2005: Charlie und die Schokoladenfabrik (Charlie and the Chocolate Factory)
- 2007: Torchwood (Fernsehserie, Episode 2×10)
- 2010: Law & Order: UK (Fernsehserie, Episode 3×07)